# Streptopelia
Streptopelia is een geslacht van vogels uit de familie van de duiven (Columbidae).

## Soorten
Het geslacht kent de volgende soorten:
- Streptopelia bitorquata – Javaanse tortel
- Streptopelia capicola – Kaapse tortel
- Streptopelia decaocto – Turkse tortel
- Streptopelia decipiens – Treurtortel
- Streptopelia dusumieri – Filipijnse tortel
- Streptopelia hypopyrrha – Adamawatortel
- Streptopelia lugens – Rouwtortel
- Streptopelia orientalis – Oosterse tortel
- Streptopelia reichenowi – Witvleugeltortel
- Streptopelia roseogrisea – Izabeltortel (gedomesticeerde vorm: lachduif)
- Streptopelia semitorquata – Roodoogtortel
- Streptopelia tranquebarica – Rode tortel
- Streptopelia turtur – Zomertortel
- Streptopelia vinacea – Wijntortel
- Streptopelia xanthocycla – Birmese tortel